# Isabella Bannerman
Pour les articles homonymes, voir Bannerman.
Isabella Bannerman (née 1961 à Buffalo) est une auteure de comic strip américaine, connue pour dessiner depuis 2000 le strip du lundi de la série collective Six Chix (en).

## Prix
- 2014 : Prix du comic strip de la National Cartoonists Society pour sa participation à Six Chix (en)